# كارل آور فون فلسباخ
كارل آور فون فلسباخ (بالألمانية: Carl Auer von Welsbach)‏ (1 سبتمبر 1858 - 4 أغسطس 1929) عالم ومخترع نمساوي، كان لديه الموهبة لاكتشاف التقدم التكنولوجي وأيضًا لتحويلها إلى منتجات ذات نجاح تجاري. وهو معروف بشكل خاص بعمله مع عناصر الأرض النادرة ، كما عمل على تطوير الحديد المستخدم في الولاعات الحديثة،  والأكمام المتوهجة التي جلبت الإضاءة إلى شوارع أوروبا في نهاية القرن التاسع عشر، وله الفضل في تطوير الشعيرة المعدنية في المصباح المتوهج.